# Clavus exilis
Clavus exilis é uma espécie de gastrópode do gênero Clavus, pertencente a família Drilliidae.